# Carrollton, Mississippi
Carrollton är administrativ huvudort i Carroll County i Mississippi. Carroll County har en till huvudort, Vaiden i södra delen av countyt.